# Batuda del Velòdrom d'Hivern

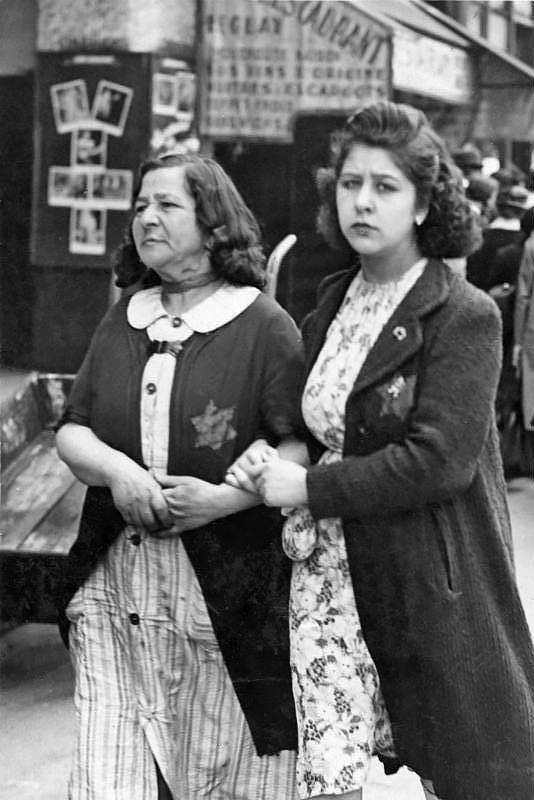
Dones jueves amb l'estel groc al juny de 1942.

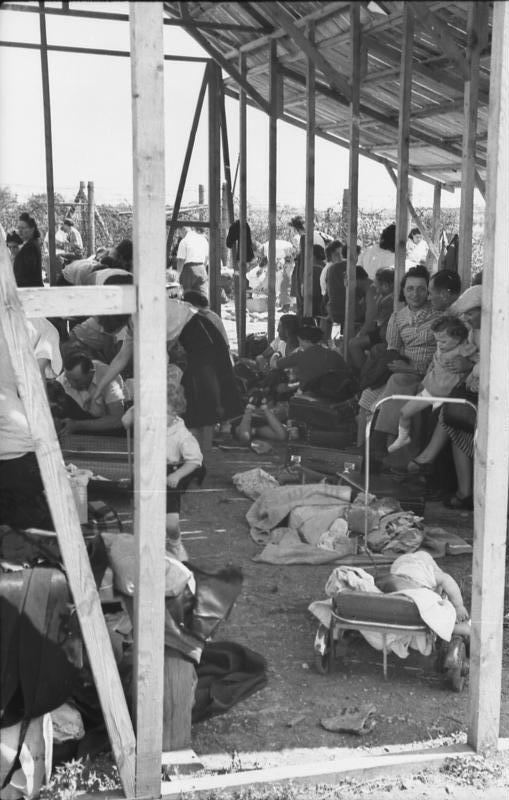
Jueus en el camp de Beaune-la-Rolande

La batuda del Velòdrom d'Hivern, organitzada del 16 al 17 de juliol de 1942, va ser la batuda més important realitzada a França contra els jueus durant la Segona Guerra Mundial. La batuda és coneguda popularment en francès com a rafle du Vel' d'Hiv a causa del nom popular abreujat (Vel' d'Hiv) que els parisencs li donaven al velòdrom d'hivern (vélodrome d’hiver de Paris) i s'anomena així perquè molts dels arrestats van ser primer retinguts en aquest velòdrom, situat en el districte quinzè de París, abans de ser enviats més tard a altres ciutats franceses i dirigits després cap als camps d'extermini que l'Alemanya nazi tenia a l'est d'Europa.
El velòdrom d'hivern de París es va fer servir després de la guerra, no només per a practicar curses de bicicletes, sinó també per a moltes altres activitats com: desfilades de moda, curses de cavalls, i curses de braus. Va ser demolit l'any 1959, i actualment, en el seu lloc, es troben les oficines del ministeri de l'interior.

## Fets
El juliol de 1942 el règim nazi, amb el suport del govern francès de Vichy i de la seva policia, va organitzar l'operació Vent Primaveral (Vent Printanier), una gran batuda de jueus que va ser duta a terme en diversos països europeus. A França, el govern de Vichy va mobilitzar a la policia francesa per participar en aquesta operació.
A París, 9.000 policies i gendarmes hi van prendre part.
Els jueus francesos estaven fitxats des de 1940 i les autoritats coneixien, per tant, les seves adreces. Les instruccions del director de la policia municipal, Émile Hennequin, el 12 de juliol de 1942, van ser:
1. Els policies i els inspectors, després de verificar la identitat dels jueus que havien d'arrestar, havien de fer cas omís i no discutir les diferents observacions que els poguessin fer.
2. No havien d'atendre el seu estat de salut. Tot jueu arrestat havia de ser conduït al centre primari.
3. Les detencions havien de ser efectuades amb la màxima rapidesa, sense paraules inútils i sense cap comentari.

El 16 de juliol de 1942, a les quatre de la matinada, 12.884 jueus van ser arrestats (4.051 nens; 5.802 dones; 3.031 homes). Un nombre indeterminat de persones, previngudes per la Resistència francesa, o beneficiant-se de la falta de zel d'alguns policies, van poder escapar de la batuda.
Les condicions de l'arrest van ser penoses: les persones arrestades no podien portar-se més que una manta, un parell de sabates i dues camises; després van separar a les famílies, moltes de les quals mai van tornar a reunir-se.
Després de l'arrest, una part dels jueus (els que no tenien nens) van ser conduïts amb autobús al camp de Drancy (al nord de París). Uns altres van ser enviats al velòdrom d'hivern (situat en el districte quinzè), que va servir com a presó provisional (el 1941 ja havia estat utilitzat en una altra batuda). Prop de set mil persones van haver de subsistir durant cinc dies sense menjar i gairebé sense aigua; qui intentava fugir era afusellat en el camp mateix. Un centenar de presoners es van suïcidar. Els presoners van ser traslladats als camps de Drancy, Beaune-la-Rolande i Pithiviers, abans de ser deportats als camps d'extermini alemanys.
Aquesta batuda representa més d'una quarta part dels 42.000 jueus francesos que van ser enviats a Auschwitz l'any 1942, dels quals només 811 tornarien al final de la guerra.

## Responsabilitat sobre aquest fet
A més del govern francès d'aleshores, i de les seves forces repressives, va ser responsable d'aquesta iniciativa la unitat alemanya secció IV B 4 de la Gestapo dirigida per Adolf Eichmann, els delegats de la qual, els capitans de les SS Alois Brunner, Theodor Dannecker i Heinz Rothke, van ordenar a la policia francesa iniciar la batuda i concentrar als membres de la comunitat jueva per enviar-los a centres de detenció provisionals, i després a Auschwitz.
Els alemanys havien proposat inicialment que la batuda només detingués jueus adults, tant homes com dones. Tanmateix, la policia francesa va decidir incloure també els infants. En concentrar a més de quatre mil nens, aquests van ser separats dels seus pares, que van ser deportats per separat (homes i dones) cap a Auschwitz, i els infants van ser traslladats cap a altres camps, a on van estar tres dies alimentats tan sols amb aigua i pa.
Després de tres dies, els alemanys van decidir transportar els nens directament cap al camp d'Auschwitz, on a van arribar sense cap procés de selecció prèvia i van ser enviats directament a la mort a les cambres de gas.
Aquest càrrec es manté encara sobre el capità SS Alois Brunner, que es va refugiar després de la guerra a Damasc, Síria, a on podria haver mort a principis de la dècada del 2010.